# Vrije Evangelische kerk (Bussum)
De Vrije Evangelische kerk in Bussum is een kerkgebouw aan de Frederik van Eedenweg 41/43 in de gemeente Gooise Meren en is samen met de kosterwoning een rijksmonument.

## Geschiedenis
Het kerkgebouw van de Vrije Evangelische Gemeenten met kosterwoning is gebouwd in 1930, voor de Hersteld Apostolische Gemeente naar het ontwerp van H.F. Sijmons in zakelijk-expressionistische bouwtrant. Het is gesitueerd op de kruising van de Oud-Bussummerweg en de Dr. Frederik van Eedenweg in het Brediuskwartier. In 1959 is de kerk in gebruik genomen door de Evangelische gemeenschap.